# Genius (bài hát của LSD)
"Genius" là một bài hát của nhóm nhạc LSD, được sáng tác bởi nhạc sĩ người Anh Labrinth, ca sĩ người Úc Sia và DJ/nhà sản xuất thu âm Diplo. Bài hát được phát hành vào ngày 3 tháng 5 năm 2018, cùng với một video âm nhạc hoạt hình "tạo ảo giác" do Ben Jones đạo diễn và phần hoạt hình do Gabriel Alcala đảm nhiệm.

## Sáng tác
Trang Stereogum mô tả bài hát là "sản xuất theo phong cách chiết trung và mang hơi hướng Caribê lỏng lẻo". Dancing Astronaut đã mô tả bài hát là "Labrinth và Sia đã trao đổi phần lời đảo phách trên phần nhịp hip-hop bắt tai và nhẹ nhàng của Diplo."  Về phần lời, bài hát nhắc đến các nhân vật nổi tiểng như Albert Einstein, Galileo Galilei, Stephen Hawking và Isaac Newton.

## Video âm nhạc
Trong video âm nhạc, Steve Jobs và Leonardo da Vinci được vẽ thành hình các con chuột.